# Aigars Fadejevs
Aigars Fadejevs (27. prosince 1975 Valka – 17. prosince 2024) byl lotyšský závodní chodec. V závodě na 50 kilometrů získal stříbro na olympijských hrách v Sydney roku 2000 a stal se lotyšským sportovcem roku 2000. Taktéž na mistrovství Evropy v Budapešti roku 1998 bral stříbro, na 20 kilometrové trati. Na mistrovství světa dosáhl nejlepšího výsledku roku 2001, kdy skončil čtvrtý na 50 km. Věnoval se také běhu na dlouhých tratích, v roce 2008 například vyhrál tradiční maratónský závod ve Valmieře, který je zároveň lotyšským mistrovstvím. 
Po ukončení sportovní kariéry pracoval fyzioterapeut. Spolupracoval se sportovci jako Walter Dix, Barry Bonds nebo Kobe Bryant. 
Zemřel 17. prosince 2024 ve věku osmačtyřiceti let.